# Ofèlia ofegada
Ofèlia ofegada és una escultura en bronze de l'artista madrileny Francisco López Hernández, situada als jardins de Vil·la Cecília de Barcelona.
L'escultura va ser encarregada pels arquitectes Elías Torres i José Antonio Martínez Lapeña a Francisco López Hernández per posar-la dins d'uns dels canals que envolten els jardins de Vil·la Cecília al districte de Sarrià-Sant Gervasi de la ciutat comtal. L'escultura és una representació realista a mida natural d'una dona jaient sobre una base rectangular i envoltada pel flux incessant d'aigua. Aquesta obra fa referència al tràgic final del personatge homònim de l'obra teatral Hamlet de William Shakespeare.